# Leave Me Alone (I'm Lonely)
Leave Me Alone (I'm Lonely) è un brano musicale scritto da Pink e Butch Walker, estratto come sesto singolo dal quarto album della cantante, I'm Not Dead. In Regno Unito è stato pubblicato il 12 marzo 2007 in formato digitale, mentre in Australia e alcuni paesi europei è stato pubblicato il 28 aprile 2007 in un CD.
Il singolo esordì il 10 marzo 2007 nella Official Singles Chart alla posizione 60 e dopo tre settimane raggiunse la 34; in Australia, il brano debuttò alla posizione 11 e salì fino alla posizione 5, mentre in Nuova Zelanda venne certificato oro il 5 ottobre 2008 per aver venduto oltre 7 500 copie.

## Video musicale
Il video musicale è composto da spezzoni con le performance di Pink tratte dall'I'm Not Dead Tour. Oltre a riprendere scene delle performance di questo brano, il clip riproduce anche le interpretazioni di Stupid Girls, Fingers, The One That Got Away e U + Ur Hand.

## Tracce
Download digitale – EP
1. Dear Mr. President – 4:33
2. Leave Me Alone (I'm Lonely) – 3:18
3. Dear Mr. President (live at the I'm Not Dead Tour) – 4:45
4. Leave Me Alone (I'm Lonely) (live at the I'm Not Dead Tour) – 4:44

CD maxi singolo (Australia)
1. Leave Me Alone (I'm Lonely) – 3:18
2. Dear Mr. President (live from Wembley Arena) – 4:49
3. Who Knew (live from Wembley Arena) – 3:26
4. Leave Me Alone (I'm Lonely) (live from Wembley Arena music video)

Remixes
1. Digital Dog Remix